# Vinblastin
Vinblastin (Handelsname Velbe®) ist ein Chemotherapeutikum, das als Mitosehemmer in der Chemotherapie bei Krebspatienten eingesetzt wird. Vinblastin bindet an das Protein Tubulin und hemmt so die Ausbildung von Mikrotubuli. Mikrotubuli sorgen bei der Zellteilung dafür, dass die jeweiligen Chromosomenpaare der neu entstandenen Zellen auseinandergezogen werden. Dadurch verhindern Vincaalkaloide die Zellteilung und beeinflussen so besonders die sich schnell teilenden Zellen in Tumoren. Außerdem blockieren sie die DNA- und RNA-Synthese. Zur Gruppe der Vincaalkaloide gehören auch Vincristin, Vindesin und Vinorelbin.

## Vorkommen

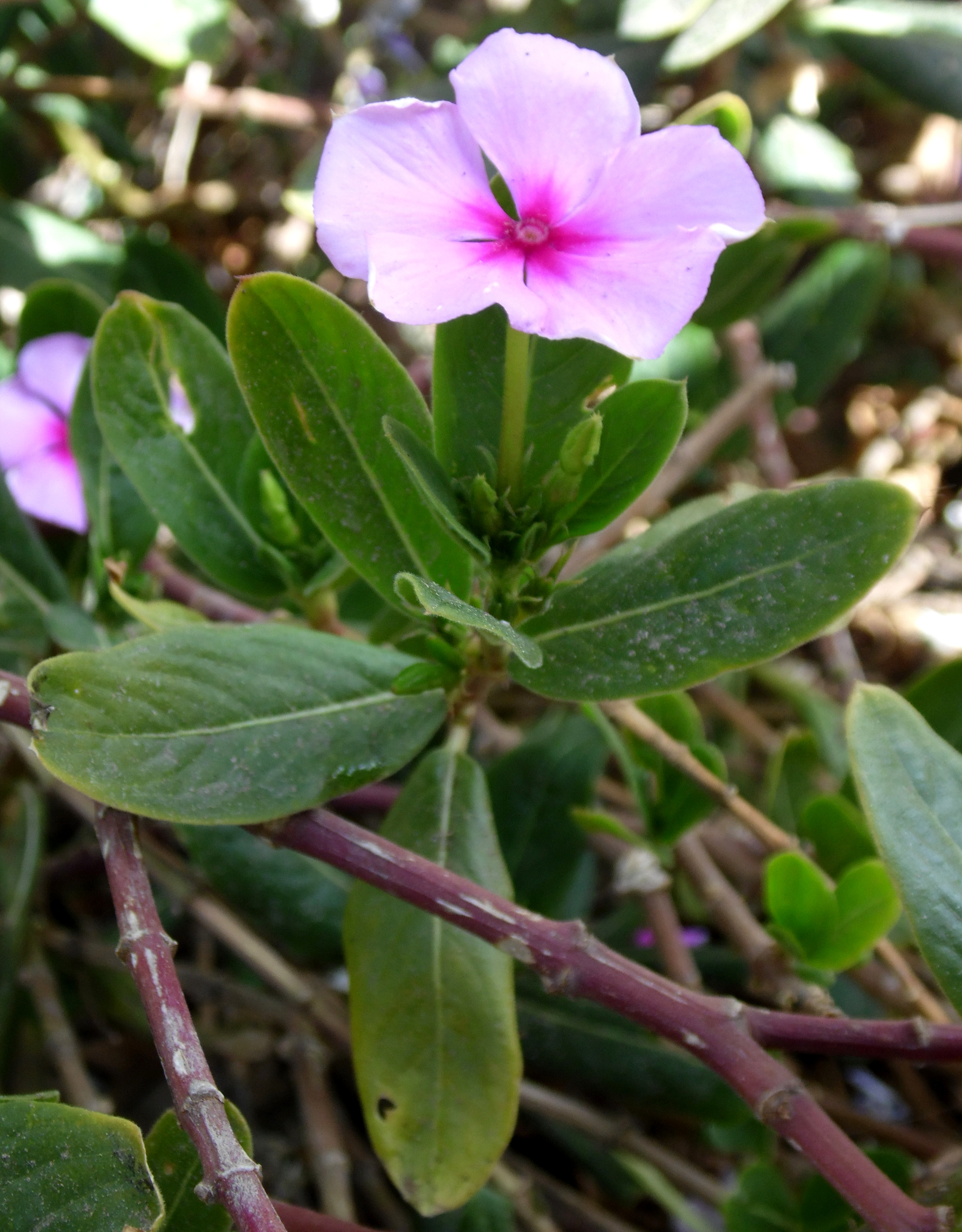
Rosafarbene Catharanthe

Der Naturstoff Vinblastin zählt zu den  Alkaloiden und findet sich in der Rosafarbenen Catharanthe (Catharanthus roseus, früher Vinca rosea genannt). Vinblastin ist der bekannteste Vertreter einer ganzen Gruppe von Alkaloiden aus dieser Pflanzenart, den so genannten Vincaalkaloiden.

## Analytik
Zur qualitativen und quantitativen Bestimmung von Vinblastatin kann die Kopplung der HPLC mit der Massenspektrometrie nach angemessener Probenvorbereitung eingesetzt werden.